# Corinthia Hotel
A Corinthia Hotel budapesti ötcsillagos szálloda.

## Történelme
A Corinthia Hotel 1896. április 30-án nyitott meg. A szálloda kávéházában a kezdetek óta vetítettek filmeket a Lumière fivérek megbízásából. 1915-ben a szálloda épületének déli szárnyában levő bálterem átalakításra került, ahol Royal Apollo Filmszínház néven filmszínház lett kialakítva. A filmszínház egészen 1996-ig működött, a második világháború után Vörös Csillag néven futott.
2017-ben Aranynap-díjat kapott „Magyarország legjobb ötcsillagos konferencia szállodája” kategóriában.

## Galéria

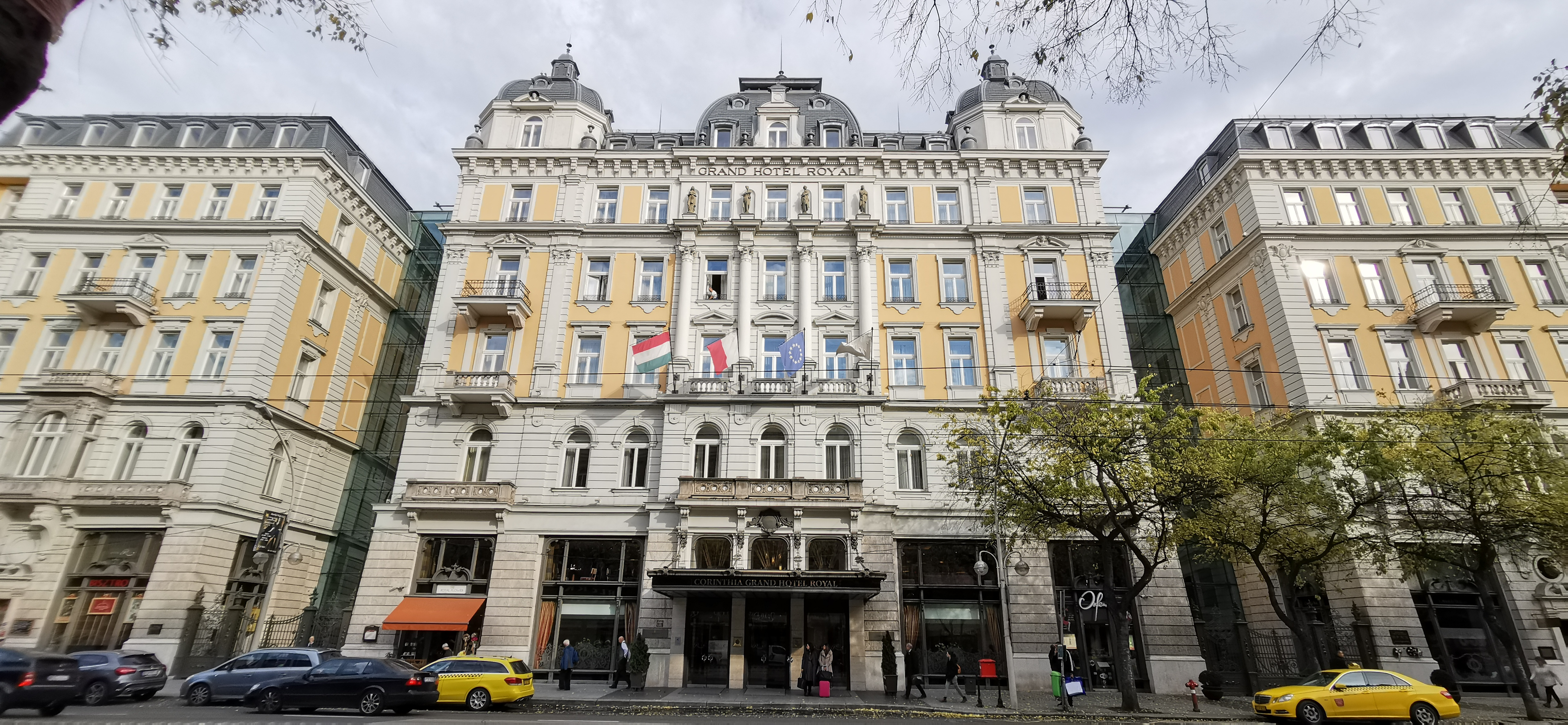
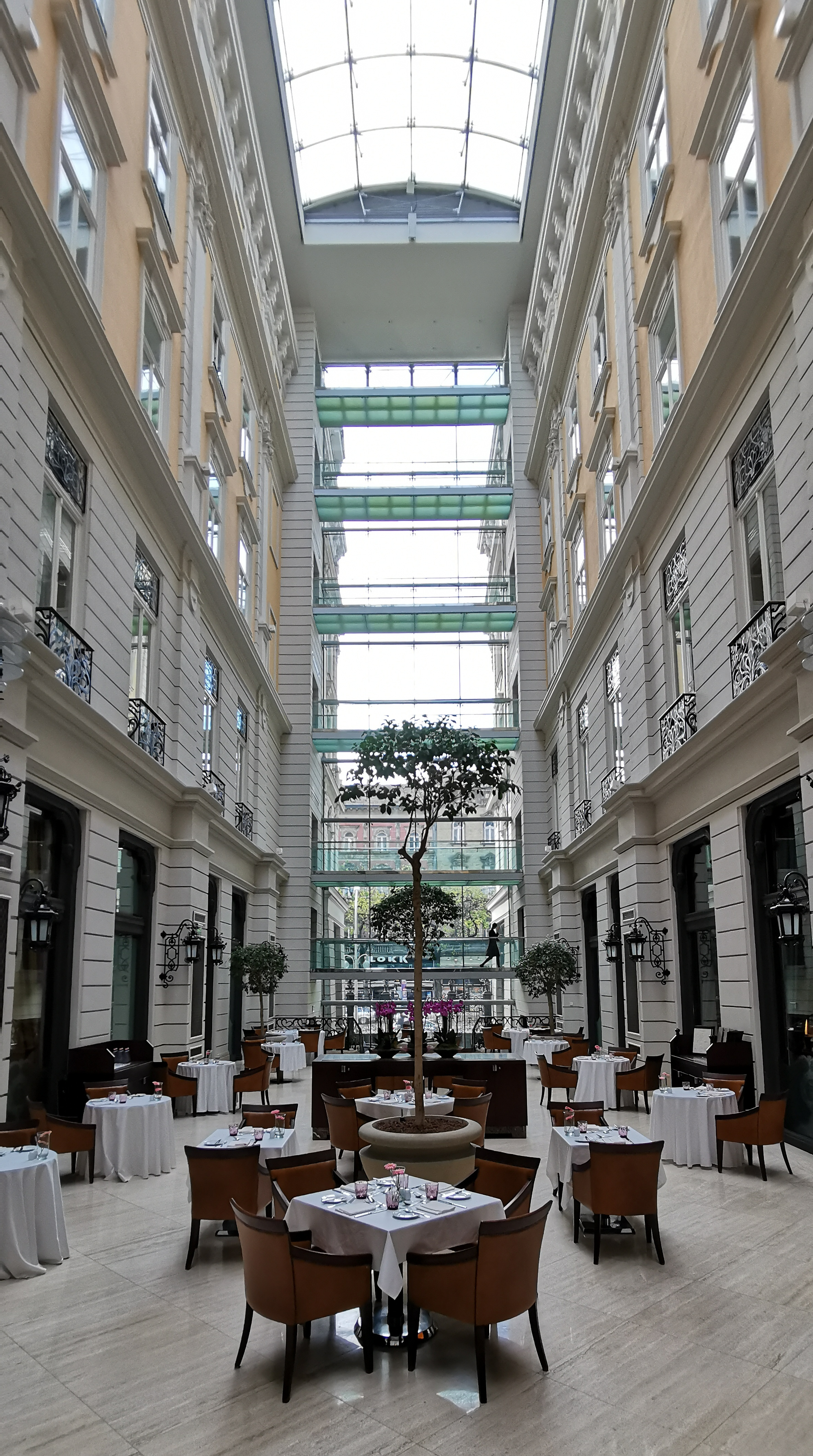
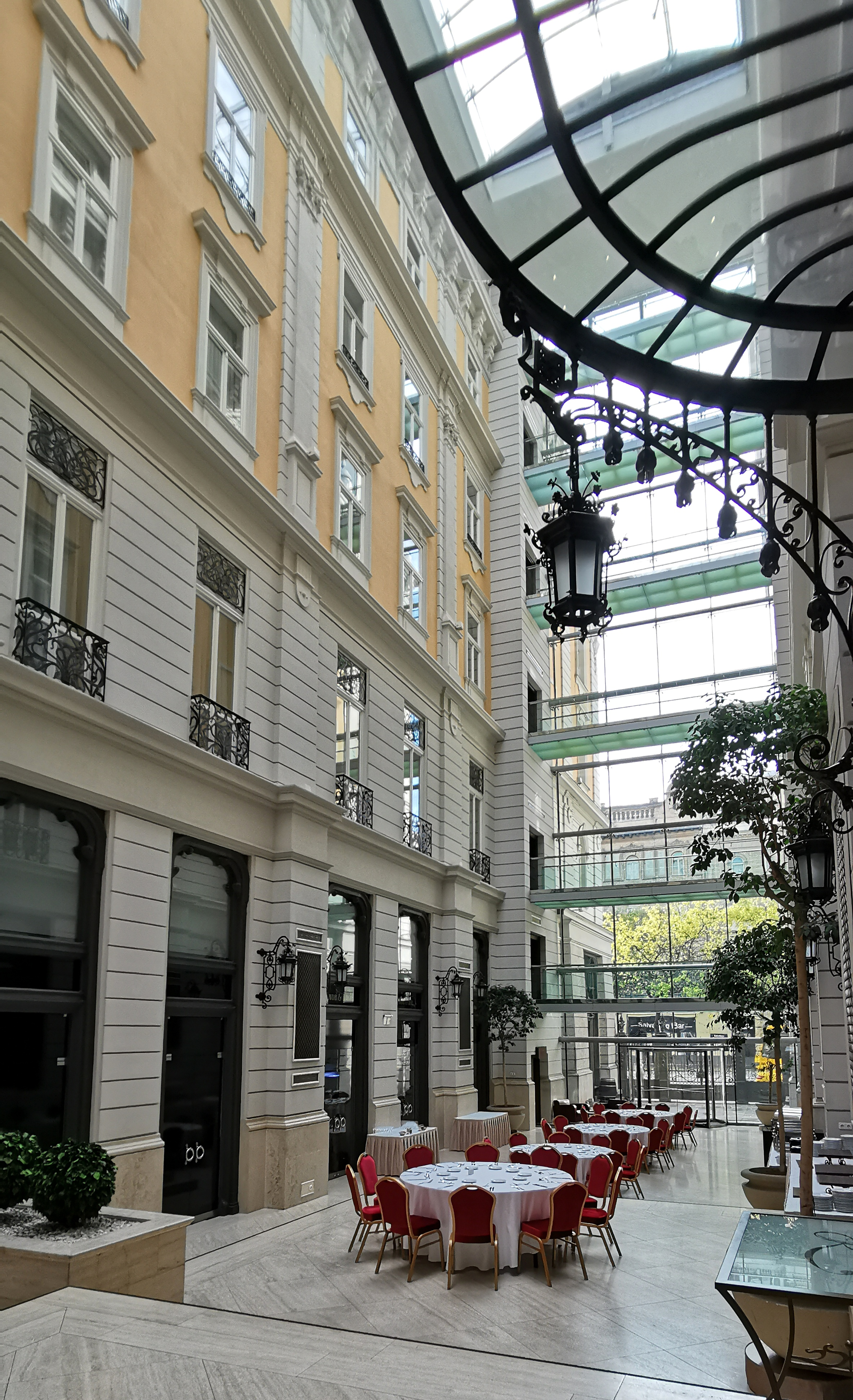
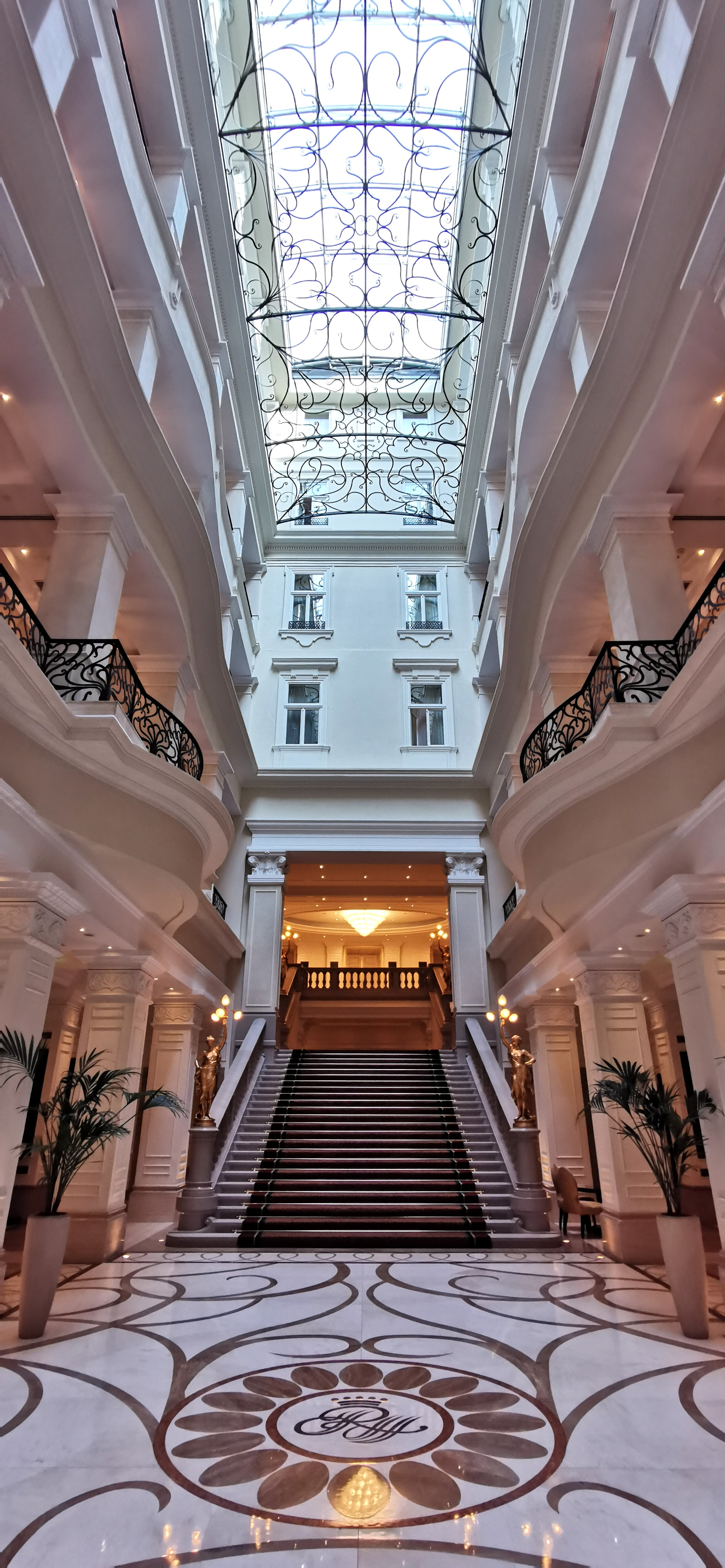